# Zabrđe (Novi Grad Sarajevo, BiH)
Zabrđe, naselje u općini Novi Grad Sarajevo.

## Položaj
Zabrđe sa zapadne strane obilazi cesta M113, M18 odnosno ulica Safeta Zajke te željeznička pruga. Sjeverno teče rijeka Bosna. Zapadno je Rajlovac, jugozapadno su Lemezi i Sokolje, a istočno je šumovita uzvisina.

## Povijest
Prvi apostolski vikar u Bosni biskup fra Mate Delivić u svome izvješću iz 1737. godine naveo je mjesto Zabrđe (Zabergie) u župi Sarajevo, s 2 katoličke kuće i 20 katolika.
Na popisima 1971. i 1981. godine posebno je popisano, a nakon toga je ukinuto i pripojeno drugom naselju.